# مینورو کوبایاشی
مینورو کوبایاشی (ژاپنی: 小林 稔؛ زادهٔ ۱۴ مهٔ ۱۹۷۶) بازیکن فوتبال اهل ژاپن است.
از باشگاه‌هایی که در آن بازی کرده‌است می‌توان به باشگاه فوتبال توکیو اشاره کرد.